# Cordele (Georgia)
Cordele es una ciudad ubicada en el condado de Crisp en el estado estadounidense de Georgia. En el censo de 2000, su población era de 11.608.

## Demografía
En el 2000 la renta per cápita promedia del hogar era de $17,615, y el ingreso promedio para una familia era de $21,677. El ingreso per cápita para la localidad era de $12,746. Los hombres tenían un ingreso per cápita de $23,253 contra $17,282 para las mujeres.

## Geografía
Cordele se encuentra ubicado en las coordenadas 31°57′51″N 83°46′38″O / 31.96417, -83.77722 (34.206520, -83.461203).
Según la Oficina del Censo, la localidad tiene un área total de 24,8 km² (9,6 mi²), de la cual 24,6 km² (9,5 mi²) es tierra y 0,2 km² (0 mi²) (0.80%) es agua.